# Тре Пене
СП „Тре Пене“ (на италиански: Società Polisportiva Tre Penne – Многоспортно дружество „Тре Пене“) е спортен клуб с футболен отбор от едноименната столица на Сан Марино, основан през 1956 година.
През 1959 г. се слива с „Либертас“ в „Либертас Тре Пене“. Обединението трае само година и през 1960 отборът е отново със старото си име.
Като повечето клубове от страната, няма собствен стадион. Той е 5-кратен национален шампион, 6-кратен носител на Купата на Сан Марино (Купа Титано) и 4-кратен носител на Суперкупата.
На 9 юли 2013 г. става първият клуб от Сан Марино с победа в евротурнирите над арменския „Ширак“ с 1:0. Това се случва в първия квалификационен кръг на Шампионската лига.

## Успехи
- Шампионат на Сан Марино:
  -  Шампион (5): 2011/12, 2012/13, 2015/16, 2018/19, 2022/23
  -  Сребърен медал (3): 2009/10, 2010/11, 2016/17
  -  Бронзов медал (1): 2020/21
- Купа Титано:
  -  Носител (6): 1966/67, 1969/70, 1981/82, 1982/83, 1999/2000, 2016/17
  -  Финалист (2): 2009/10, 2017/18
- Суперкупа:
  -  Носител (4): 2005, 2013, 2016, 2017
  -  Финалист (4): 2000, 2010, 2012, 2018